# Щербина, Любовь Сергеевна
Любовь Сергеевна Щербина (род. 1951) — советская шахматистка. Жила в Севастополе.
Победительница чемпионата ВС СССР среди девушек 1968 г. (имела право участвовать в турнире, будучи дочерью военнослужащего).
Чемпионка Украинской ССР 1975 года.
В составе сборной ЦДСА серебряный призер командного чемпионата СССР 1974 г. (официальное название турнира — Кубок СССР; 5 из 9 на 2-й женской доске).
Дважды играла в женских чемпионатах СССР (оба чемпионата имели статус зональных турниров). В 32-м чемпионате страны (Тольятти, 1972 г.) набрала 7 очков из 19 и заняла 18-е место (чемпионкой стала М. И. Литинская). Сенсационным стало выступление шахматистки в 35-м чемпионате СССР (Фрунзе, 1975 г.). На всём протяжении турнира Щербина входила в лидирующую группу. Из партий, сыгранных Щербиной в чемпионате, особенно выделяют острую тактическую схватку с Е. А. Фаталибековой, которая была её прямым конкурентом в борьбе за лидерство. В результате Щербина на пол-очка отстала от лучше финишировавшей Л. С. Белавенец и разделила 2-3 места с Т. В. Фоминой. Призёры чемпионата автоматически получали право участвовать в межзональном турнире.
Однако в том же 1975 году Щербина уведомила ШФ СССР о том, что отныне просит считать её мужчиной и отказывается от места в женском межзональном турнире. Вскоре ей была сделана операция по смене пола. В дальнейшем Щербина — участник ряда шахматных соревнований среди мужчин, но без прежнего успеха.
Освободившееся место в межзональном турнире после отказов еще нескольких шахматисток досталось юной М. Г. Чибурданидзе, разделившей в чемпионате 7—11-e места. С этого началось восхождение грузинской шахматистки к титулу чемпионки мира, который она завоевала по итогам претендентского цикла 1976—1978 гг.